# Římskokatolická farnost Hradec nad Moravicí
Římskokatolická farnost Hradec nad Moravicí je územní společenství římských katolíků s farním kostelem svatého Petra a Pavla v Hradci nad Moravicí.

## Kostely a kaple na území farnosti
- Kostel svatého Petra a Pavla v Hradci nad Moravicí
- Kostel svatého Jakuba v Hradci nad Moravicí
- Kaple Nejsvětější Trojice v Brance u Opavy
- Kaple svaté Marie Magdalény v Bohučovicích
- Kaple svatého Cyrila a Metoděje v Benkovicích
- Kaple svatého Michaela ve Chvalíkovicích
- Kaple Nejsvětější Trojice v Kajlovci
- Kaple svatého Josefa v Žimrovicích